# Seeadler Harbor

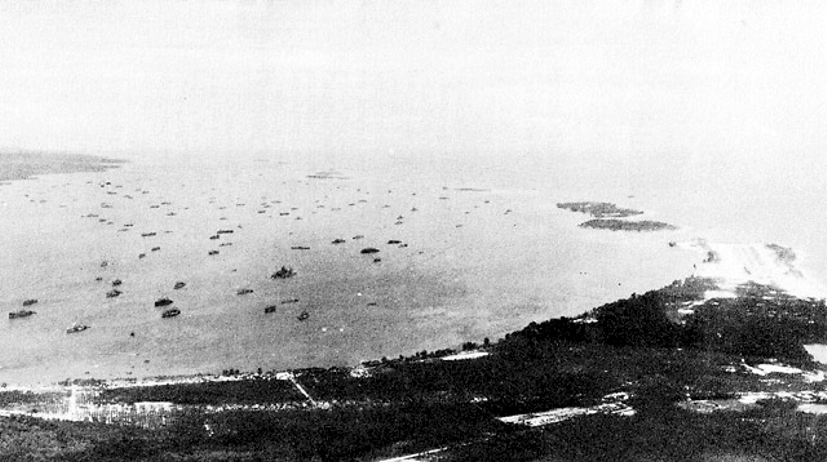
Vue aérienne de Seeadler Harbor, vers 1945.

Seeadler Harbor, également connu sous le nom de Port Seeadler, est situé sur l'île de Manus, dans les îles de l'Amirauté, en Papouasie-Nouvelle-Guinée, et a joué un rôle important pendant la Seconde Guerre mondiale. En allemand, "Seeadler" signifie aigle de mer, en référence à l'activité coloniale allemande entre 1884 et 1919 dans cette région. La baie a été nommée en 1900 d'après le croiseur allemand SMS Seeadler.

## Histoire

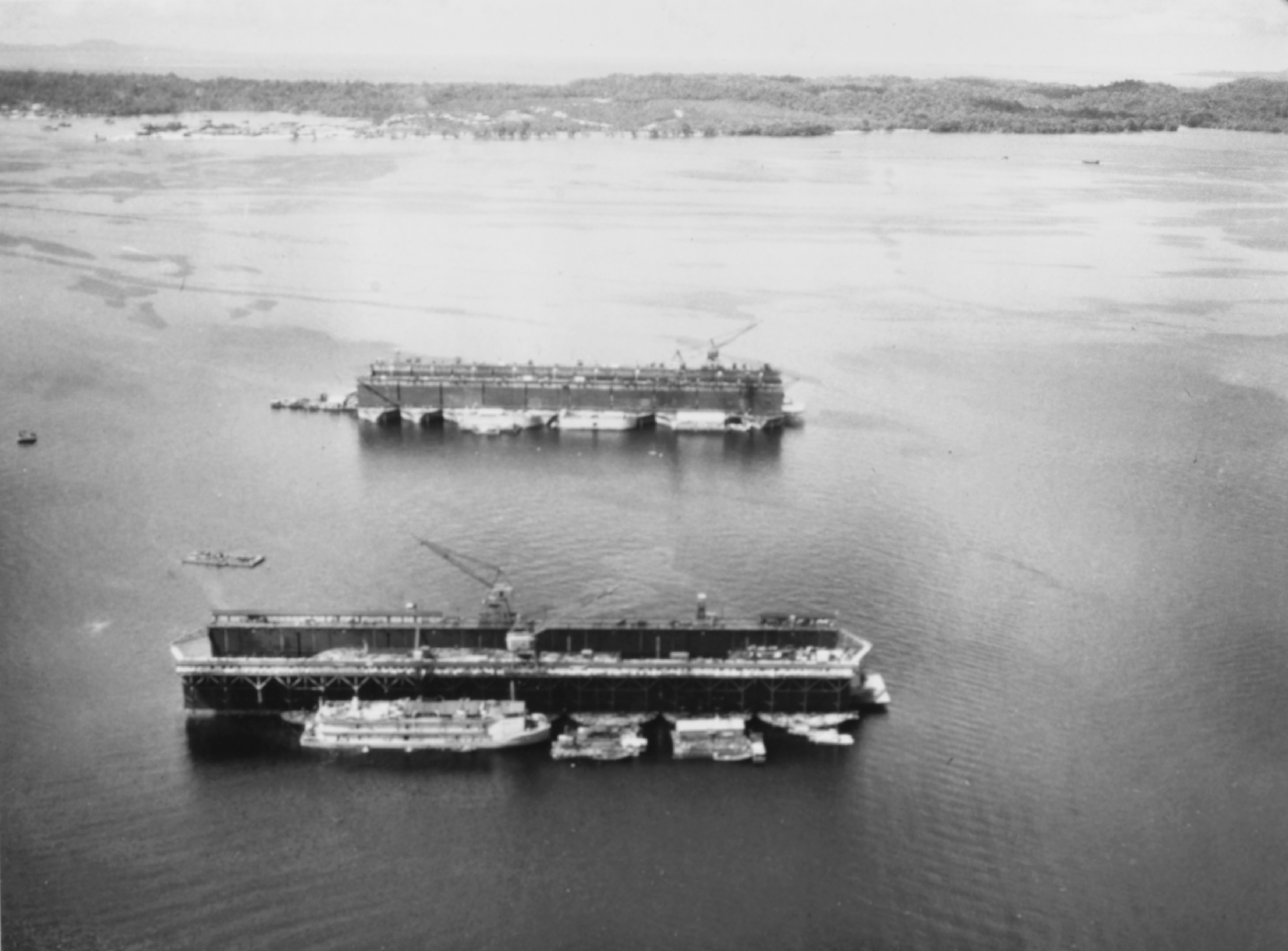
La cale sèche flottante ABSD-4 en arrière-plan dans le port de Seeadler avec la cale ABSD-2 (au premier plan) en septembre 1945

Le 29 février 1944, le général Douglas MacArthur a mené l'opération Brewer pour reprendre les îles aux Japonais qui les avaient occupées à partir de 1942. Les îles ont été sécurisées par les Américains le 19 mars 1944, qui ont alors construit une grande base à Seeadler Harbor, comprenant des quais et une base aérienne, la Manus Naval Base. Cette base navale américaine a servi de zone de transit pour les opérations ultérieures de la Seconde Guerre mondiale en Nouvelle-Guinée et aux Philippines.
L'USS Mount Hood (AE-11) explose accidentellement alors qu'il est amarré dans le port de Seeadler le 10 novembre 1944. Le navire transportait des munitions et l'énorme explosion a fait 432 morts, 371 blessés, endommagé les navires environnants et la base à cause des débris et coulé ou gravement endommagé 22 embarcations plus petites.
Un avion de reconnaissance japonais Mitsubishi A6M signale la présence de " deux grands porte-avions " au port de Seeadler le 22 avril 1945, qui sont en fait les grandes cales sèches flottantes auxiliaires de la marine américaine USS ABSD-2 et USS ABSD-4. Deux bombardiers torpilleurs Nakajima B5N attaquent les cales sèches flottantes cinq nuits plus tard. Elles sont toutes deux touchées mais ne subissent que des dommages modérés à un seul ponton chacune.
Les épaves des sections de la grande cale sèche flottante auxiliaire USS ABSD-4 et d'un navire impérial japonais, entre autres, se trouvent encore dans le port en 2016.

## Galerie

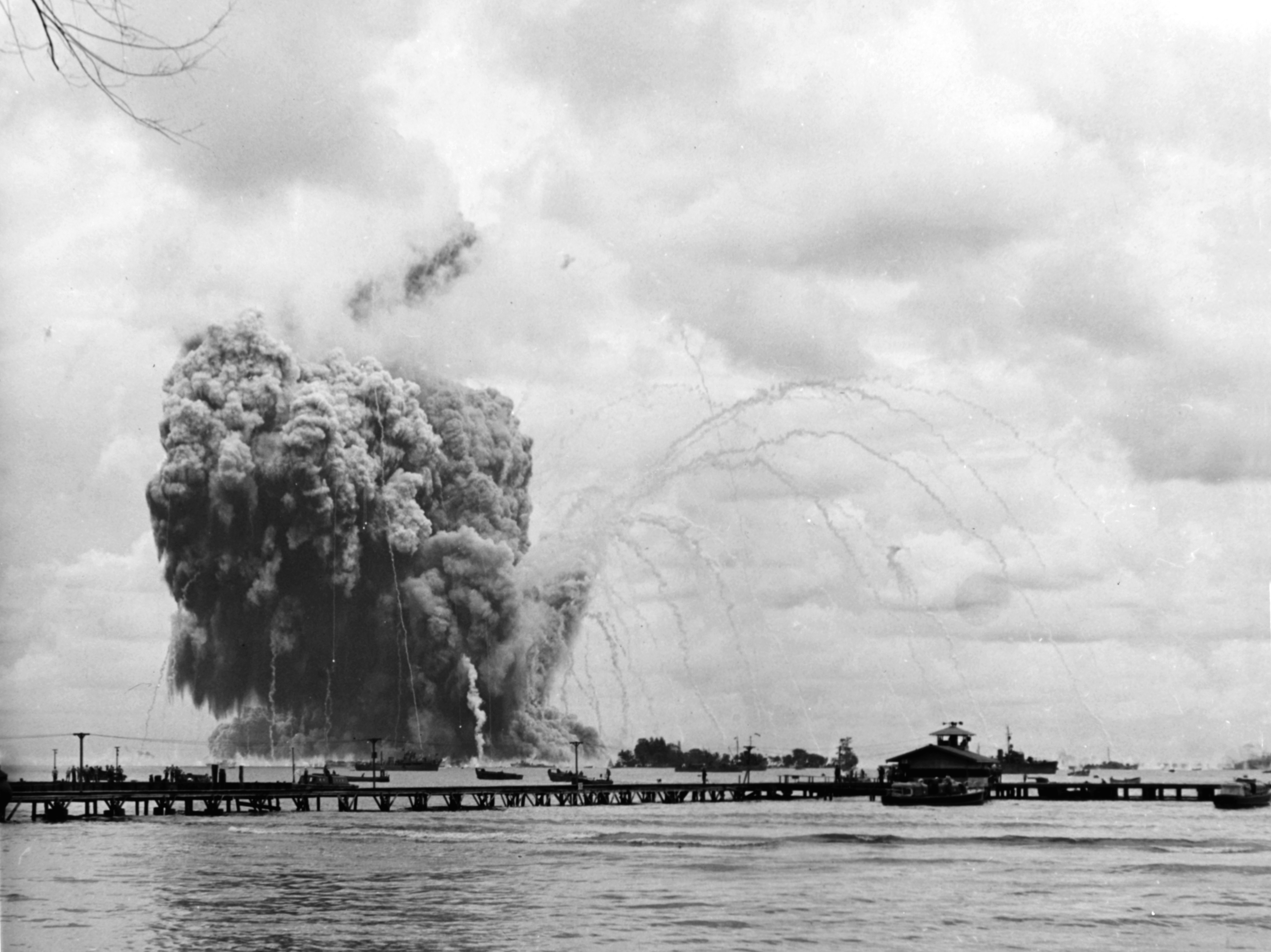
Le USS Mount Hood explose : les traînées de fumée sont laissées par les fragments éjectés par l'explosion.
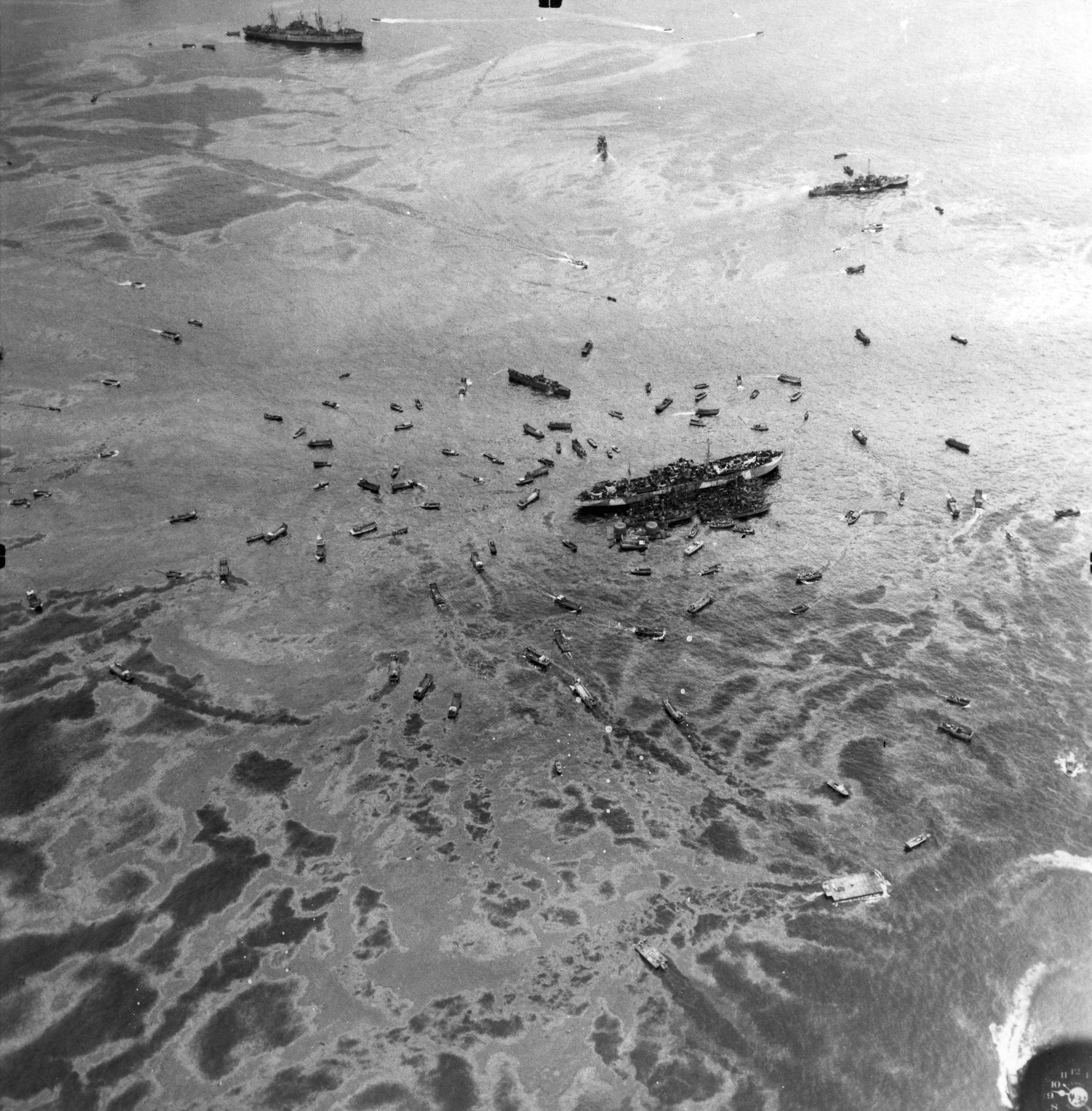
Vue aérienne du USS Mindanao après l'explosion du Mount Hood à Seeadler Harbor le 10 novembre 1944.
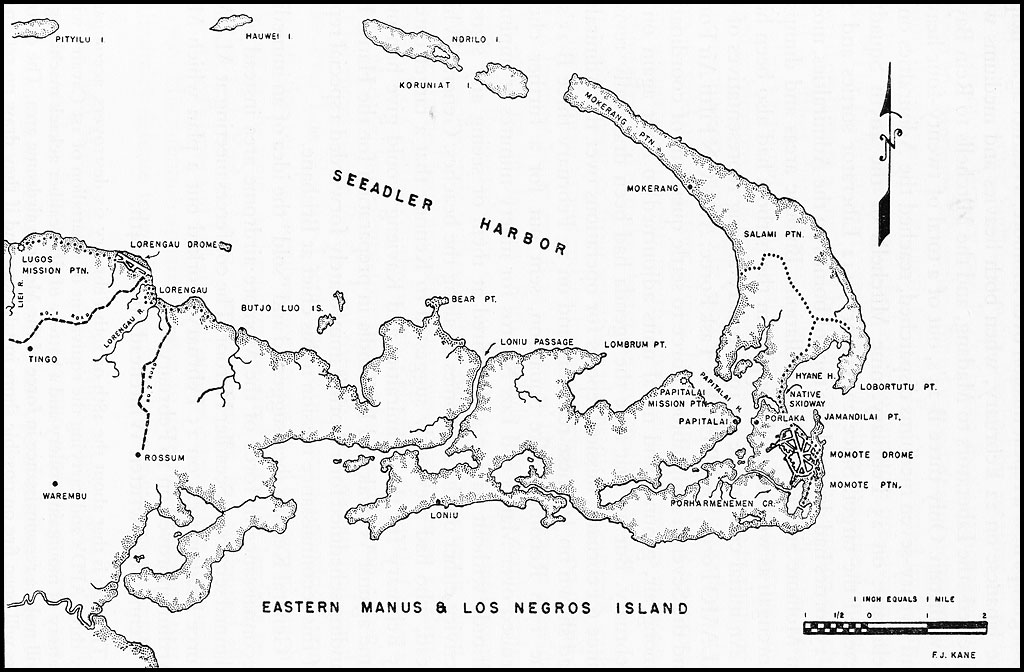
Carte de la marine américaine de la base navale de Manus en 1945
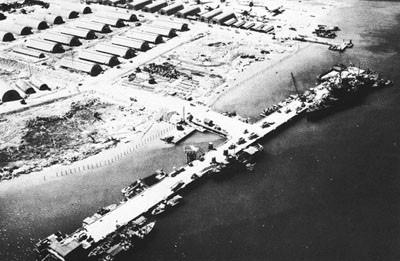
Installations de réparation navale Base navale de Manus à Lombrum en 1944. Construit par 46th Seabees
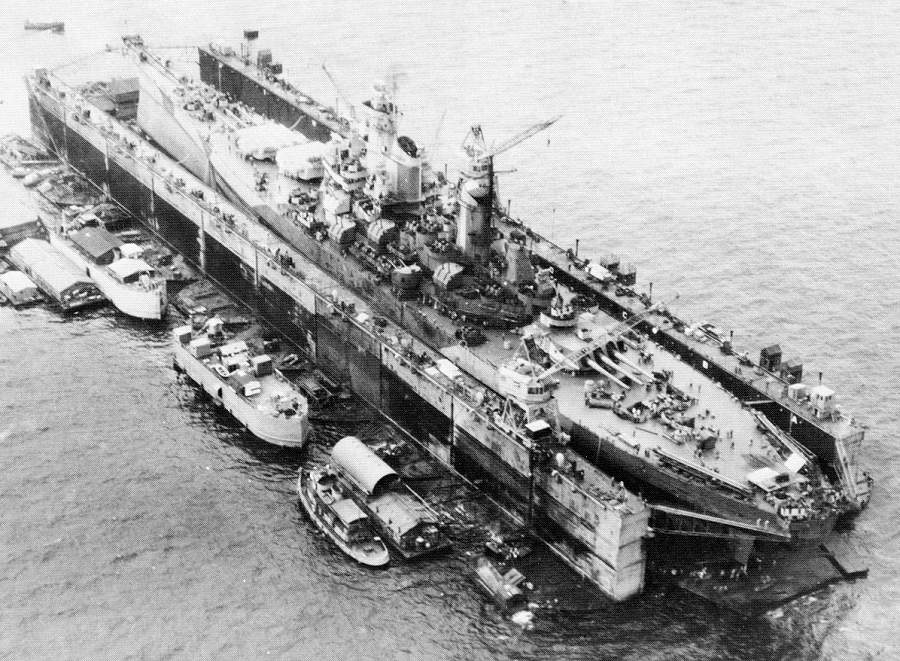
Le USS Iowa en réparation à la base navale de Manus le 28 décembre 1944
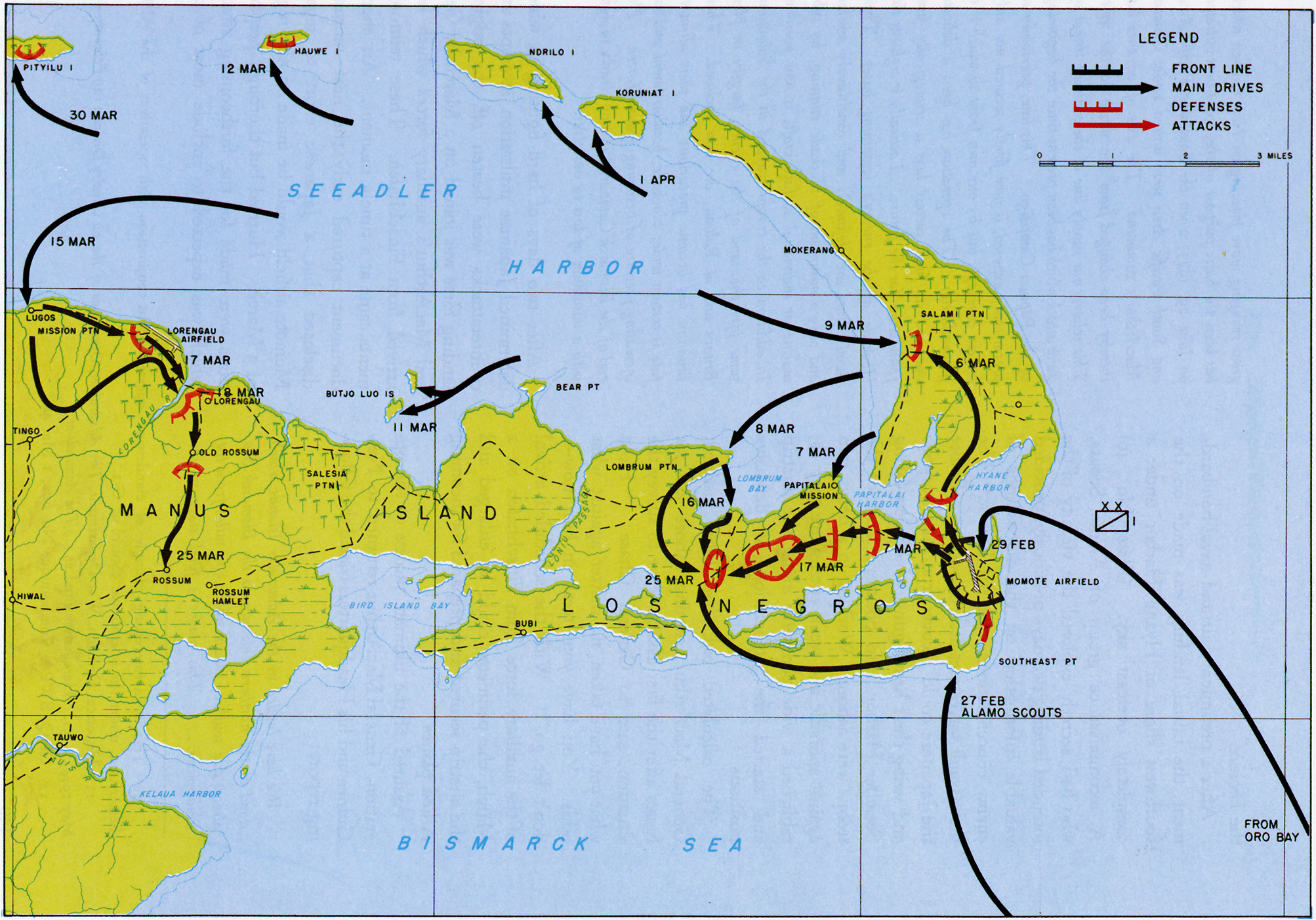
Carte des opérations dans les îles de l'Amirauté, 29 février au 30 mai 1944
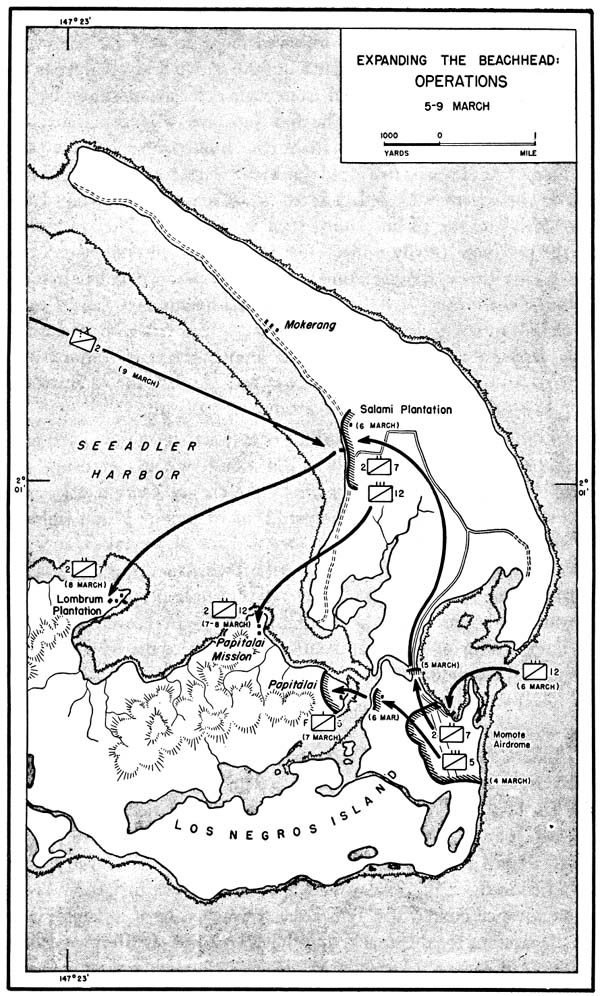
Carte des îles de l'Amirauté 1944
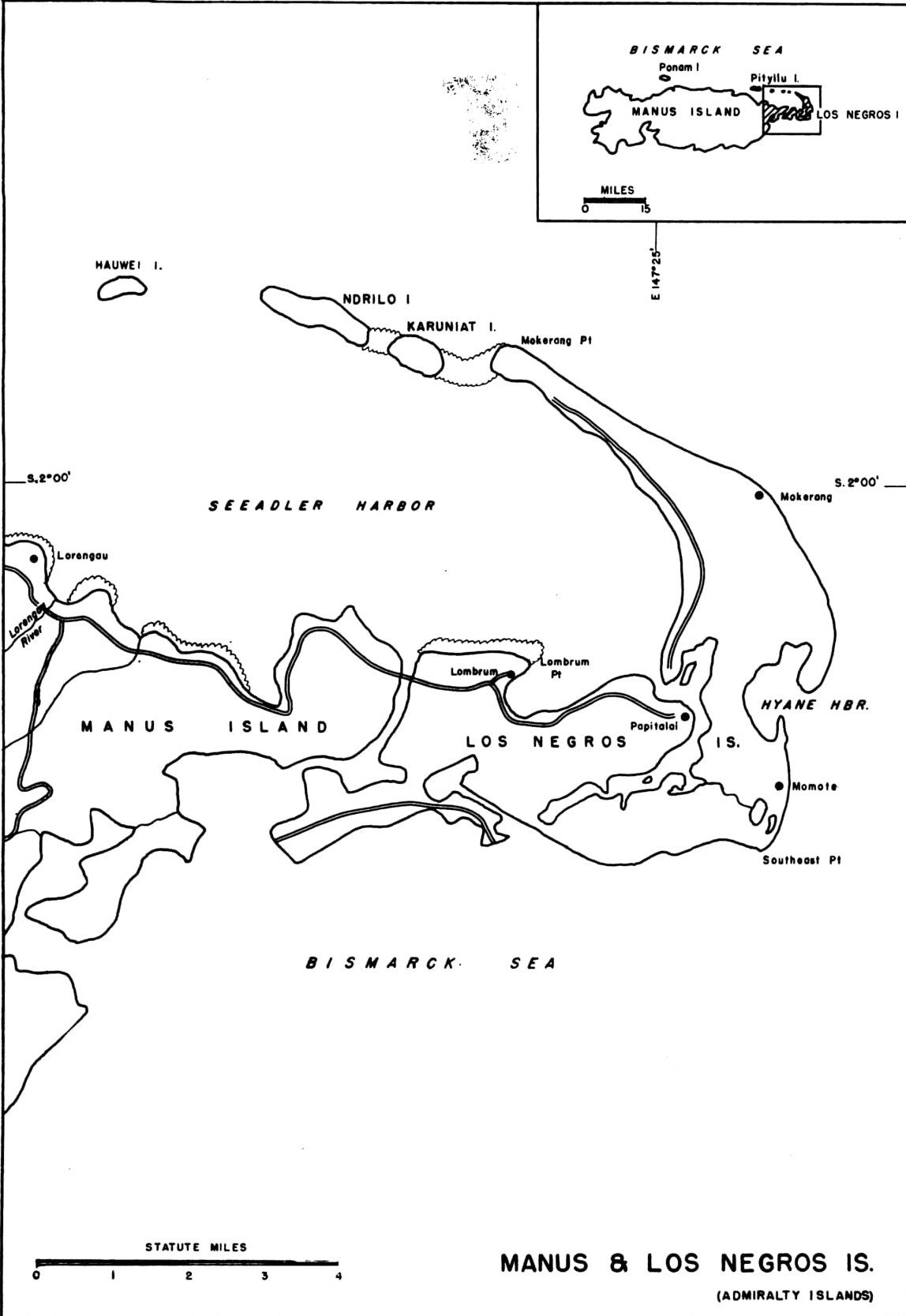
Carte de Manus et Los Negros
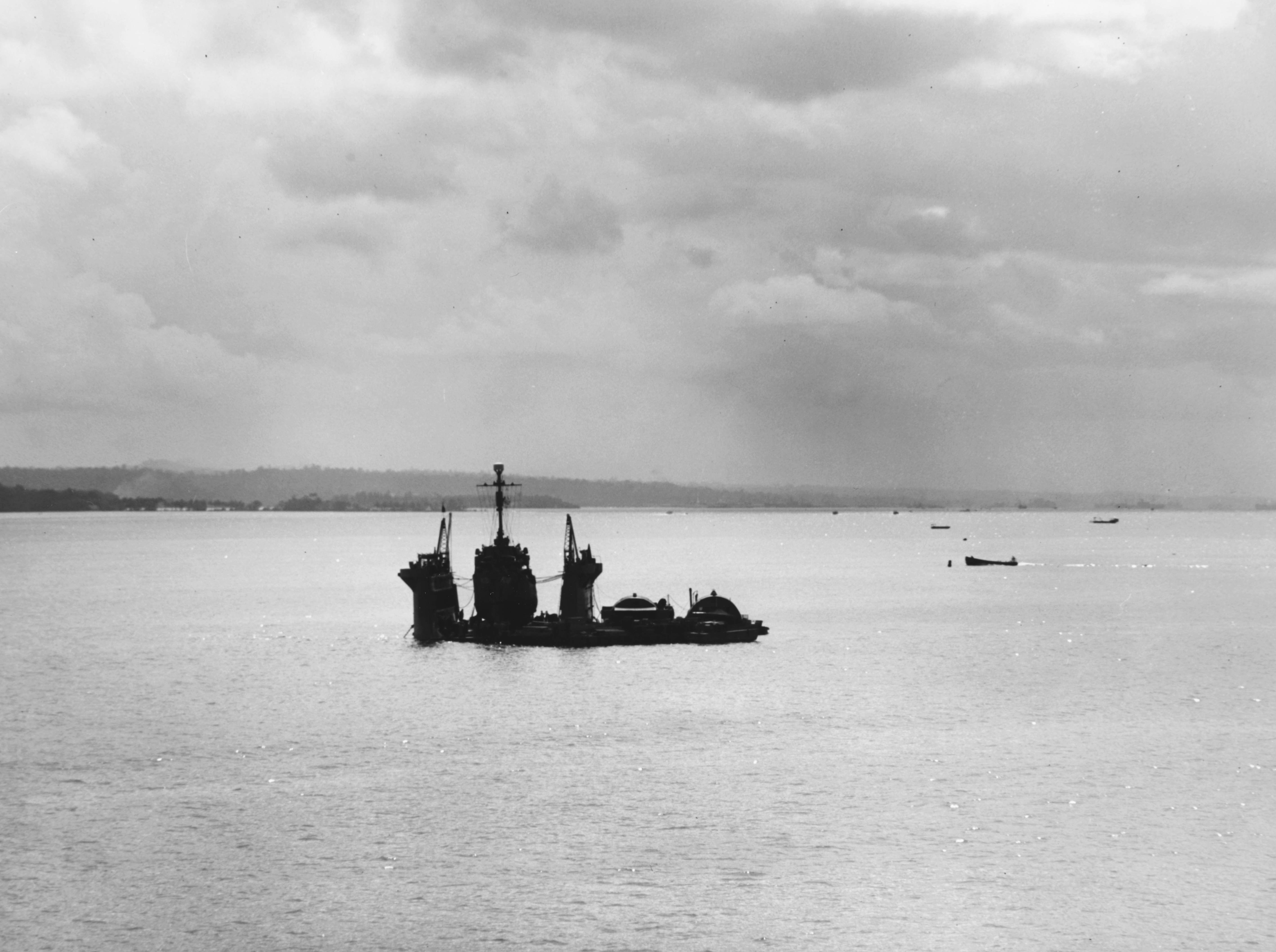
Petite cale sèche flottante auxiliaire, réparant chasseur de sous-marins PC-1121 à Seeadler Harbor en septembre 1944
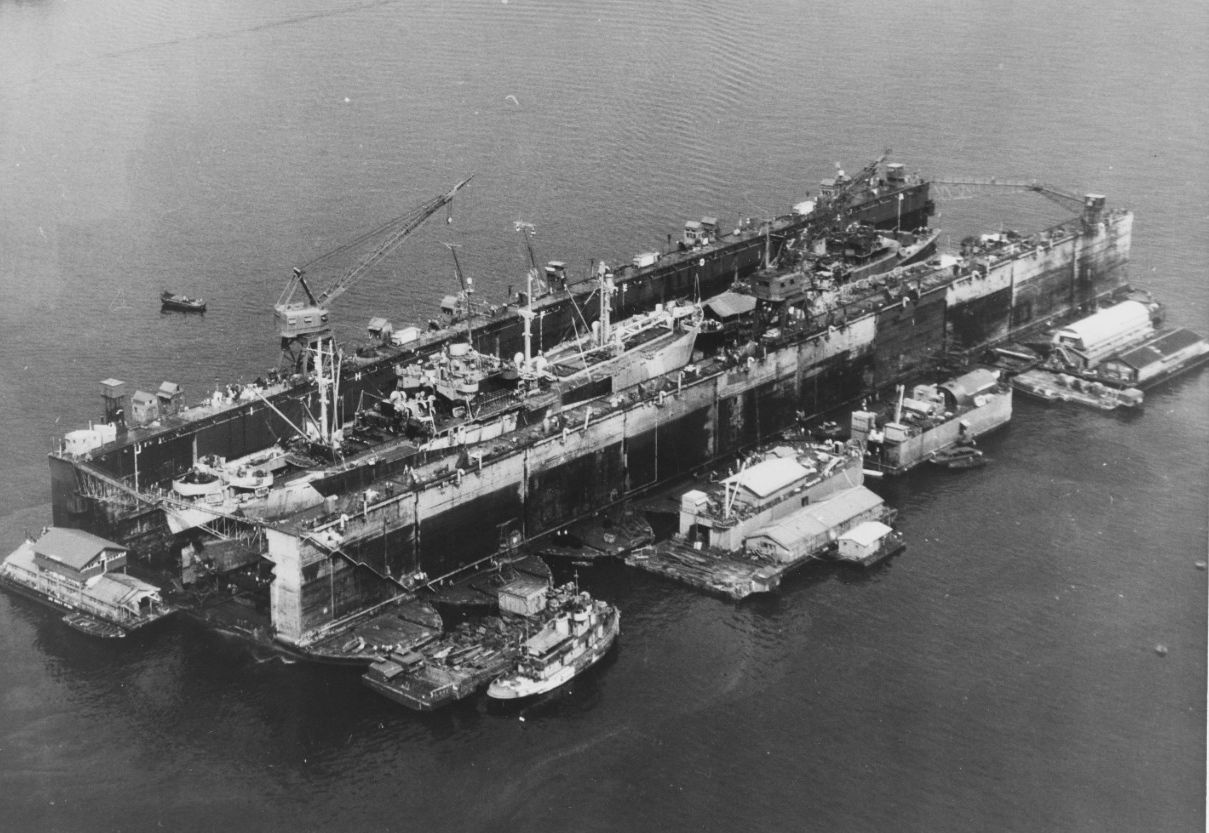
UCale sèche flottante numéro 4 de la marine américaine dans le port de Seeadler en 1945, entourée de barges flottantes avec des ateliers et un remorqueur, réparant un hydravion et un Liberty ship de la marine.
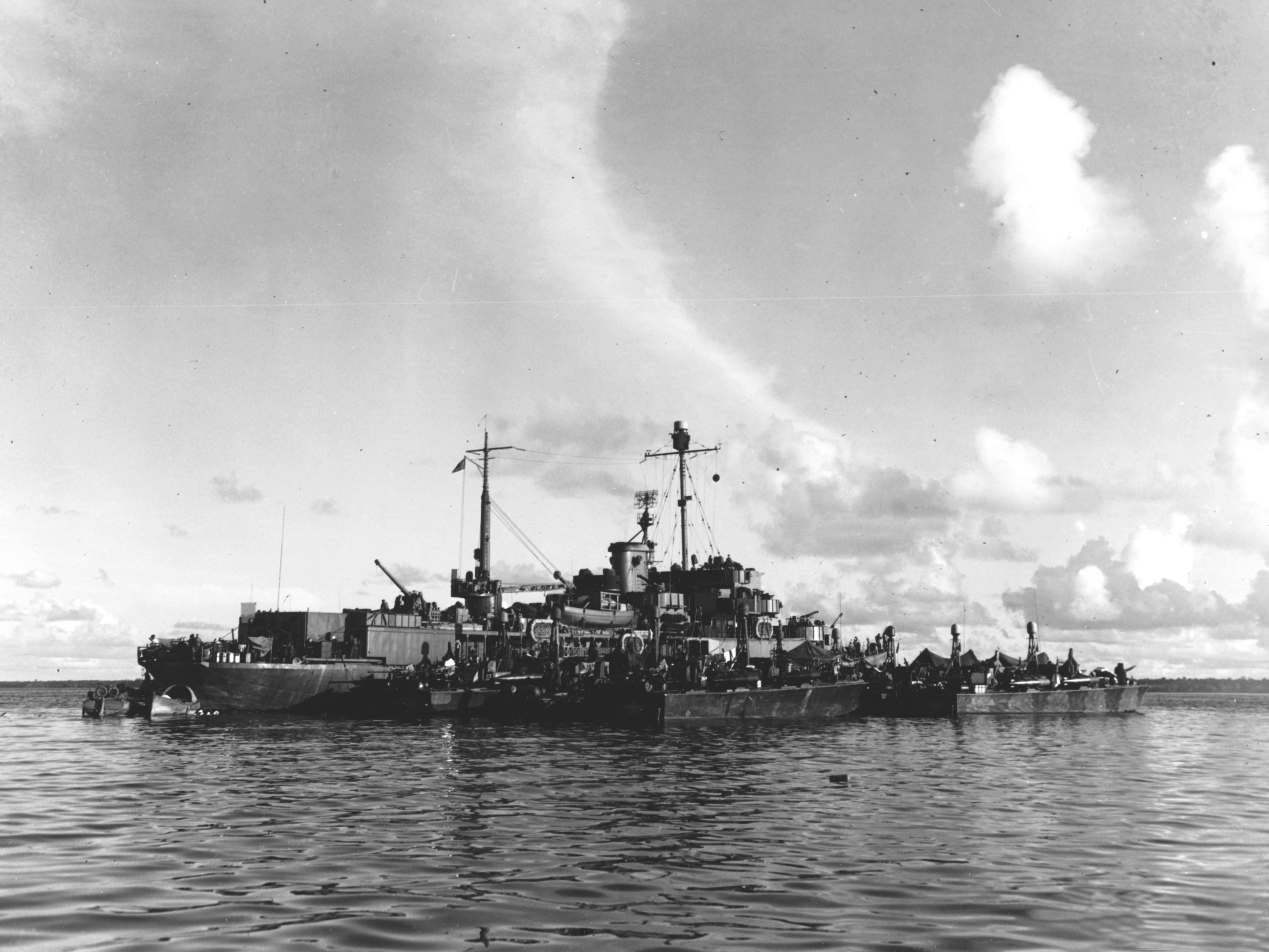
Le USS Oyster Bay s'occupant des PT boats dans le port de Seeadler le 25 mars 1944.
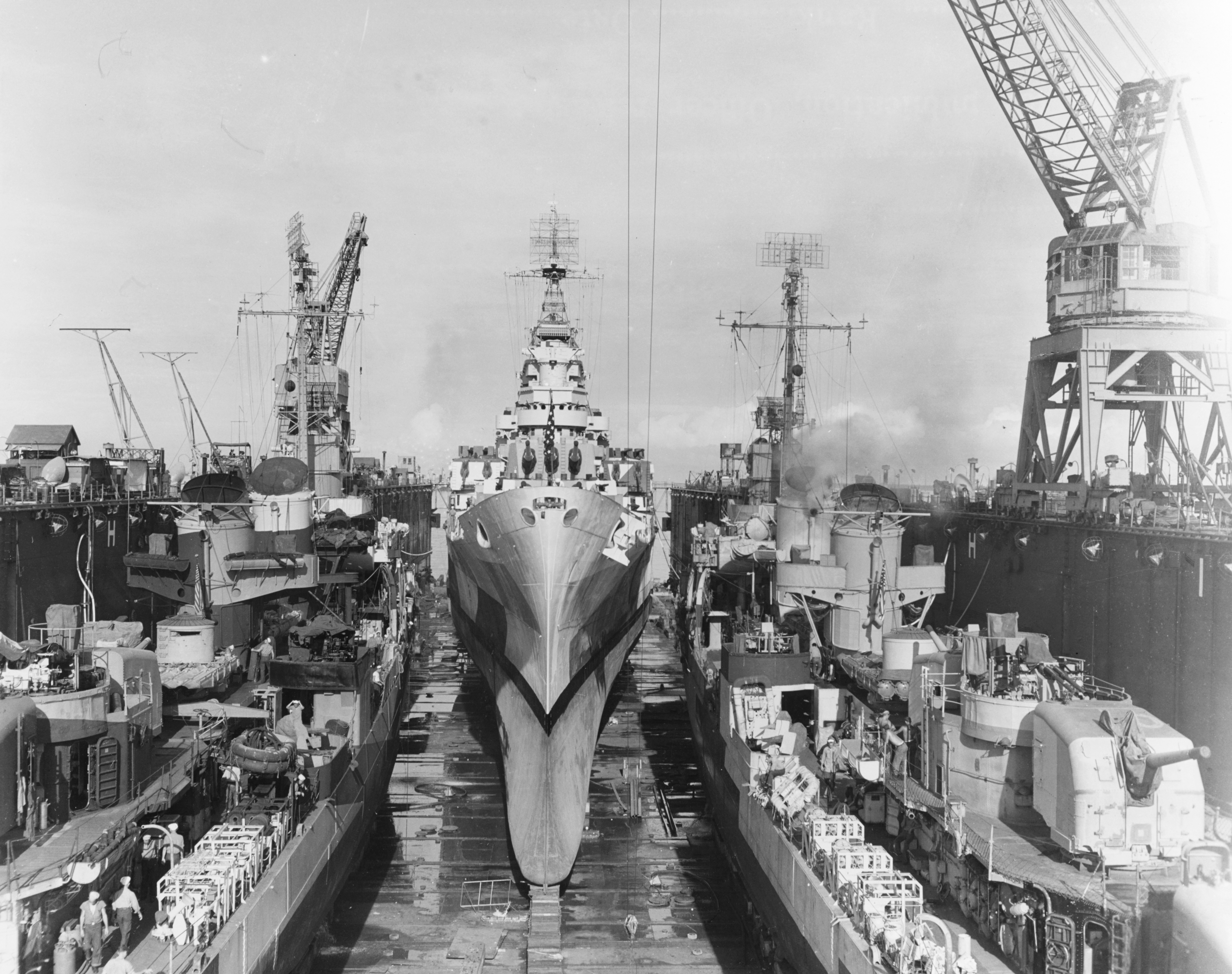
Le USS Claxton, le Canberra et le Killen en cale sèche flottante USS AFDB-2 le 2 décembre 1944.
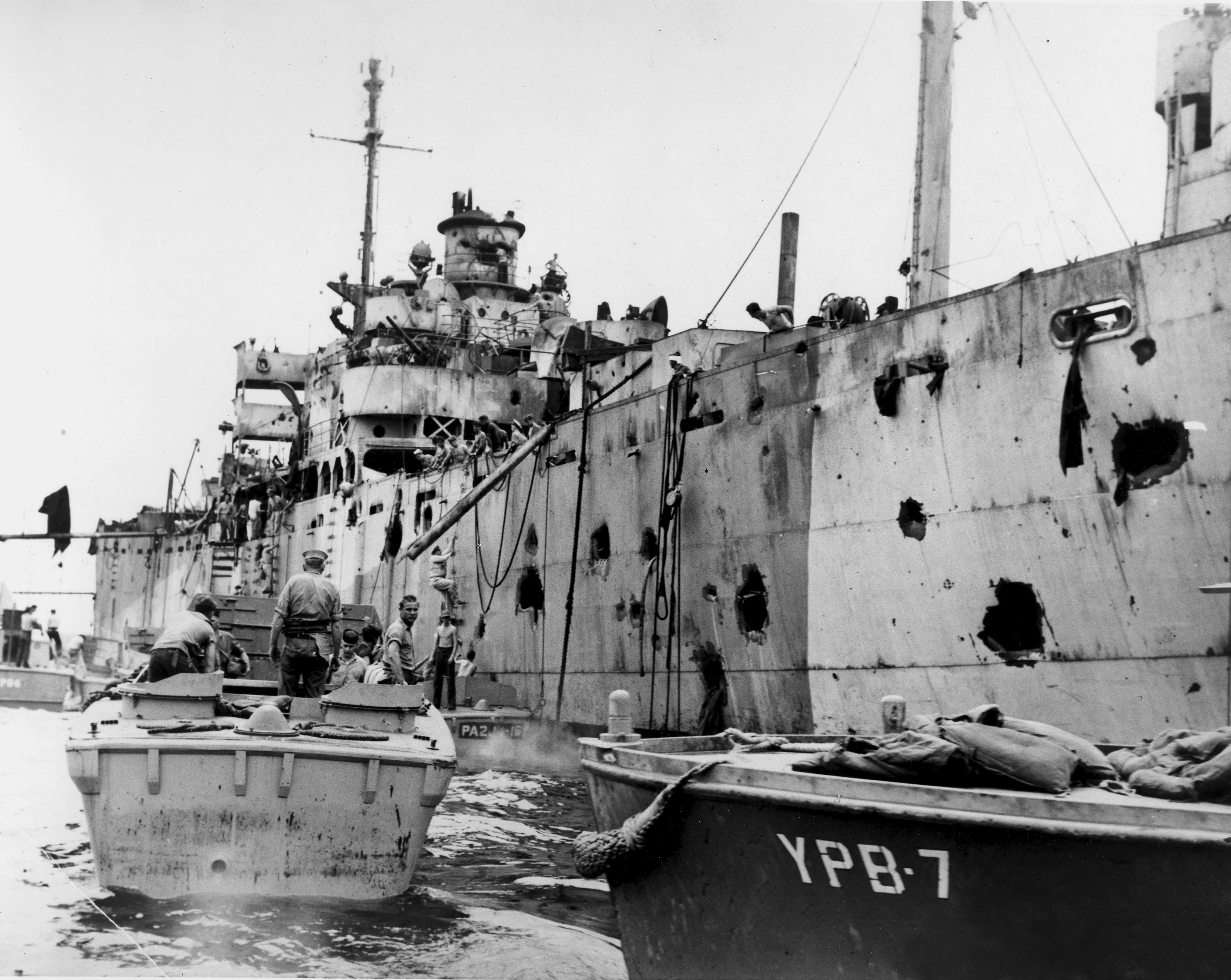
Le Mindanao a été endommagé par l'explosion du Mount Hood dans le port de Seeadler le 10 novembre 1944.

## Source
- (en) Cet article est partiellement ou en totalité issu de l’article de Wikipédia en anglais intitulé « Seeadler Harbor » (voir la liste des auteurs).